# Berkant
Berkant ist ein türkischer männlicher Vorname, u. a. mit der Bedeutung „kräftig, stark“; „mächtig“.

## Namensträger

### Vorname
- Berkant Göktan (* 1980), deutschtürkischer Fußballspieler
- Berkant Güner (* 1998), deutschtürkischer Fußballspieler
- Berkant Taşkıran (* 1995), türkischer Fußballspieler

### Künstlername
- Berkant (Sänger) (Berkant Akgürgen; 1938–2012), türkischer Sänger und Musiker